# راباهیدوگ
راباهیدوگ (به مجاری:  Rábahídvég) یک شهرداری در مجارستان است که در واش واقع شده‌است. راباهیدوگ ۲۲٫۴۱ کیلومتر مربع مساحت و ۹۸۱ نفر جمعیت دارد.